# روبرت دبليو. مورس
روبرت دبليو. مورس (بالإنجليزية: Robert W. Morse)‏ هو مدرس أمريكي، ولد في 25 مايو 1921، وتوفي في 19 يناير 2001.